# 阿爾比尼亞湖
46°19′48″N 9°38′51″E / 46.33000°N 9.64750°E

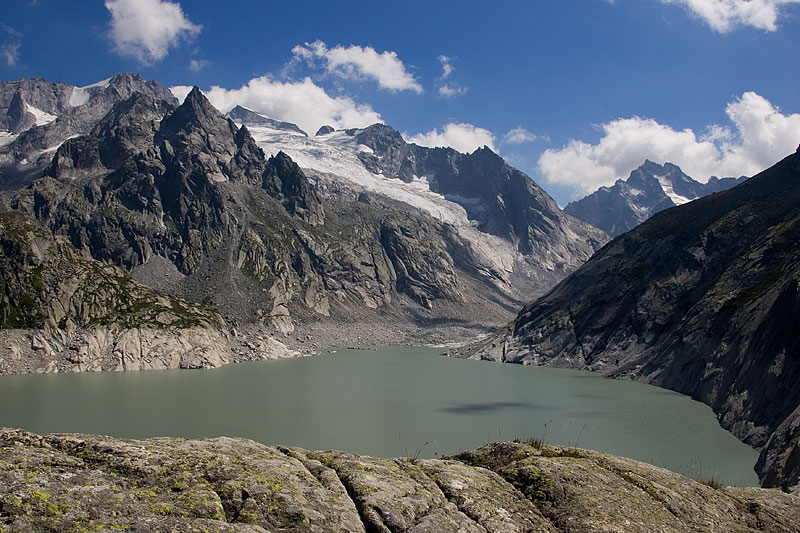

阿爾比尼亞湖是瑞士的水庫，位於該國東南部格勞賓登州，長2公里，面積1.13平方公里，集水區面積20.5平方公里，海拔高度2,163米，最大水深108米，蓄水量6.7億立方米。